# S3 IRBM
El S3 era un misil balístico de alcance intermedio basado en tierra de origen francés. Estaba equipado con una única ojiva termonuclear de 1,2 megatones. En Francia se llamaba SSBS, por Sol-Sol Balistique Stratégique, que en español se traduce como misil balístico estratégico tierra-tierra.

## Diseño
El S3 era un misil balístico de alcance intermedio (IRBM) con un propulsor sólido de dos etapas. 
La primera etapa provenía del misil S2, con un motor P16 de combustible sólido y 4 escapes. Era capaz de transportar 16.940 kg (37.350 lb) de combustible y ardía durante 72 segundos. La segunda etapa transportaba 6.015 kg (13.261 lb) y ardía durante 58 segundos. La cabeza nuclear, una única TN 61 de 1,2 Mt, estaba endurecida y llevaba ayudas de penetración.